# 1951 год в науке
В 1951 году были различные научные и технологические события, некоторые из которых представлены ниже.

## События
- 24 июня — началось коммерческое цветное телевещание (Columbia Broadcasting System).
- 22 июля — с космодрома Капустин Яр запущена ракета с двумя собаками. Цыган и Дезик стали первыми животными, достигнувшими условной границы атмосферы Земли и космоса.
- 8 августа — основан Национальный институт ядерной физики в Италии.
- 23 ноября — первая океанографическая экспедиция Кусто на "Калипсо" состоялась в районе Красного моря.

## Достижения человечества

### Изобретения
- Гормональная контрацепция: Луис Мирамонтес, Джордж Розенкранц, Карл Джерасси.

### Новые виды животных
- Животные, описанные в 1951 году

## Награды
- Нобелевская премия
  - Физика — Джон Дуглас Кокрофт и Эрнест Томас Синтон Уолтон — «За исследовательскую работу по превращению атомных ядер с помощью искусственно ускоряемых атомных частиц».
  - Химия — Эдвин Маттисон Макмиллан и Гленн Теодор Сиборг — «За открытия в области химии трансурановых элементов».
  - Медицина и физиология — Макс Тейлер — «За открытия, связанные с жёлтой лихорадкой, и борьбу с ней».
- Премия имени В. Г. Белинского[1]
  - Авторский коллектив редакции «Литературного наследства» — за подготовку трёхтомного издания, посвящённого В. Г. Белинскому (т. 55—57):
    - Директор Пушкинского дома, доктор филологических наук Николай Фёдорович Бельчиков;
    - Директор ИМЛИ им. А. М. Горького АН СССР, действительный член АПН РСФСР Александр Михайлович Еголин
    - Один из основателей и редактор сборников «Литературное наследство», доктор искусствоведения Илья Самойлович Зильберштейн
    - Старший научный сотрудник Пушкинского дома, литературовед Сергей Александрович Макашин

  - Николай Иванович Мордовченко, доктор филологических наук, старший научный сотрудник Пушкинского дома — за книгу «В. Г. Белинский и русская литература его времени» (посмертно).

## Родились
- 30 января — Александр Смышляев (ум. 2019), русский учёный-историограф[2];
- 7 февраля — Тибо Дамур, французский физик-теоретик.
- 12 февраля — Олли Саломис[фин.], британский классический филолог и эпиграфист финского происхождения;
- 22 марта — Ричард Джон Террил, учёный программы «Вояджер». Открыл несколько спутников Сатурна, Урана и Нептуна;
- 8 июля — Артур Кивни (ум. 2020) — британский учёный-антиковед ирландского происхождения;
- 30 сентября — Барри Джеймс Маршалл — австралийский врач, лауреат Нобелевской премии в области медицины и физиологии 2005 года.

## Скончались
- 25 января — Сергей Иванович Вавилов, советский физик, академик (1932), президент Академии Наук СССР (с 1945).